# Merops malimbicus
Il Gruccione roseo (Merops malimbicus Shaw, 1806) è un uccello appartenente alla famiglia Meropidae, diffuso Africa centro-occidentale, principalmente in Angola, Benin, Burkina Faso, Repubblica del Congo, Repubblica Democratica del Congo, Costa d'Avorio, Guinea Equatoriale, Gabon, Ghana, Nigeria e Togo.